# Norops muralla
Norops muralla är en ödleart som beskrevs av  Jörn Köhler MCCRANIE och WILSON 1999. Norops muralla ingår i släktet Norops och familjen Polychrotidae. Inga underarter finns listade i Catalogue of Life.